# Alexandru Nilvan
Alexandru Nilvan (n. Șoncuta Mare, Maramureș – d. 1944, Șoncuta Mare, Maramureș) a fost delegat la Marea Adunare Națională de la Alba Iulia din 1 decembrie 1918.

## Date biografice
Înainte de 1918, a lucrat, ca funcționar în cadrul băncii de credit ,„Chioreana”, din Șoncuta Mare. Despărțământul local al „Astrei”, l-a desemnat ca reprezentant al său la Marea Adunare Națională de la Alba Iulia, din 1 decembrie 1918. După Dictatul de la Viena, a avut de suferit, din partea ocupanților horthyști. Referiri la activitatea sa, mai ales cea culturală, se fac în ziarul local „Chioarul”, editat la Șomcuta Mare în anii 1930-1931
.